# Euchloe lotta
Euchloe lotta é uma espécie de borboleta que habita no interior de British Columbia, Canadá.
A época de voo desta borboleta na América do Norte é de abril a maio.
As larvas alimentam-se de Arabis furcata, Arabis sparsiflora, Arabis bolboellii, e Halimolobos whitedi.